# Mercado Jean-Talon
El mercado Jean-Talon es un mercado público situado en el centro de la Petite Italie de Montreal, Canadá. Este mercado fue nombrado en honor a Jean Talon.
Pasó por numerosas reformas a principios de los años 2000, con lo que la mayor parte del mercado en la actualidad está cubierta y también hay un estacionamiento subterráneo. La entrada principal (en la fotografía) se abrió al público en el verano boreal de 2005.

## Actividades

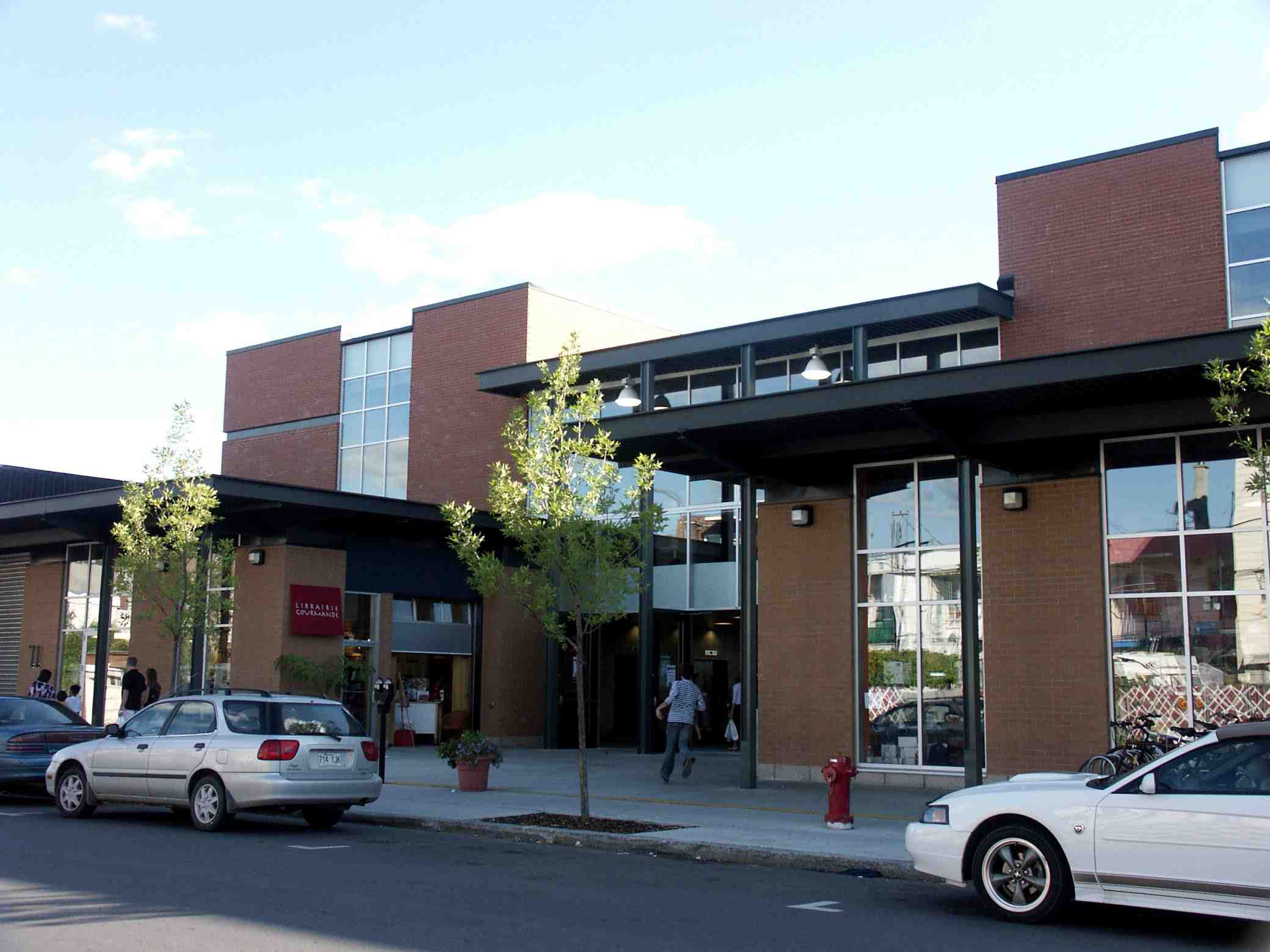
Entrada principal (avenue Henri-Julien).

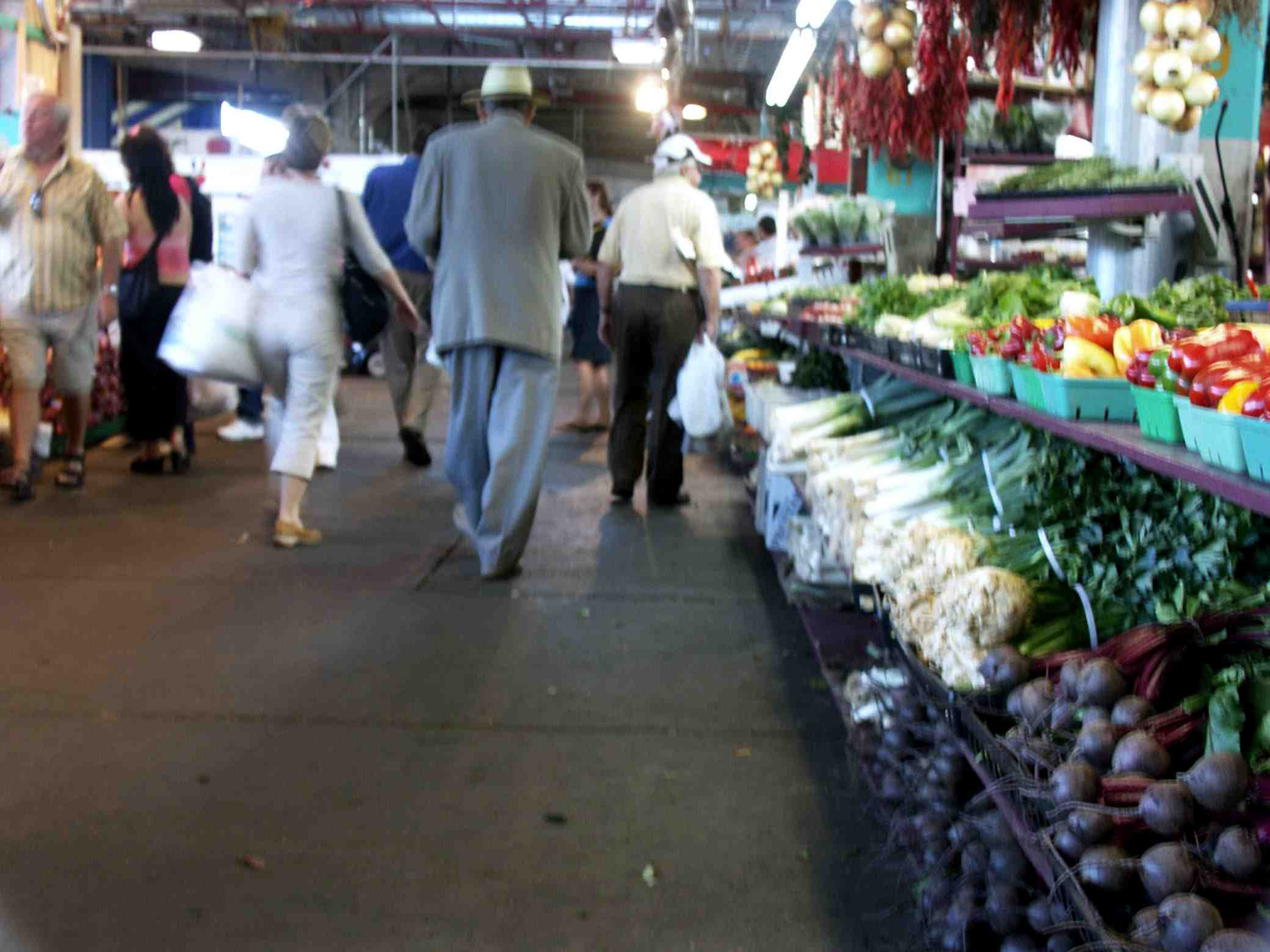
Vista interior.

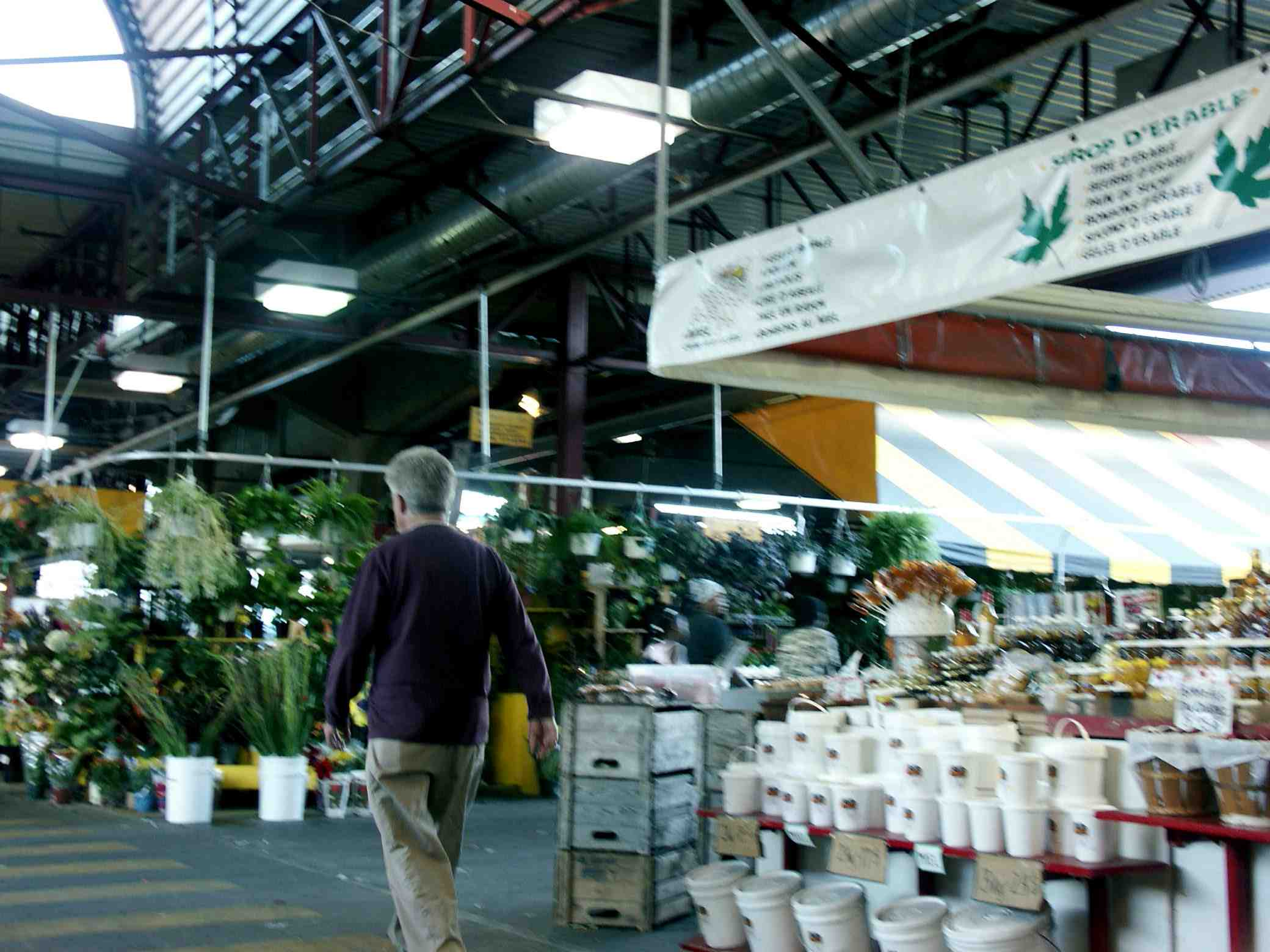
Vista interior.

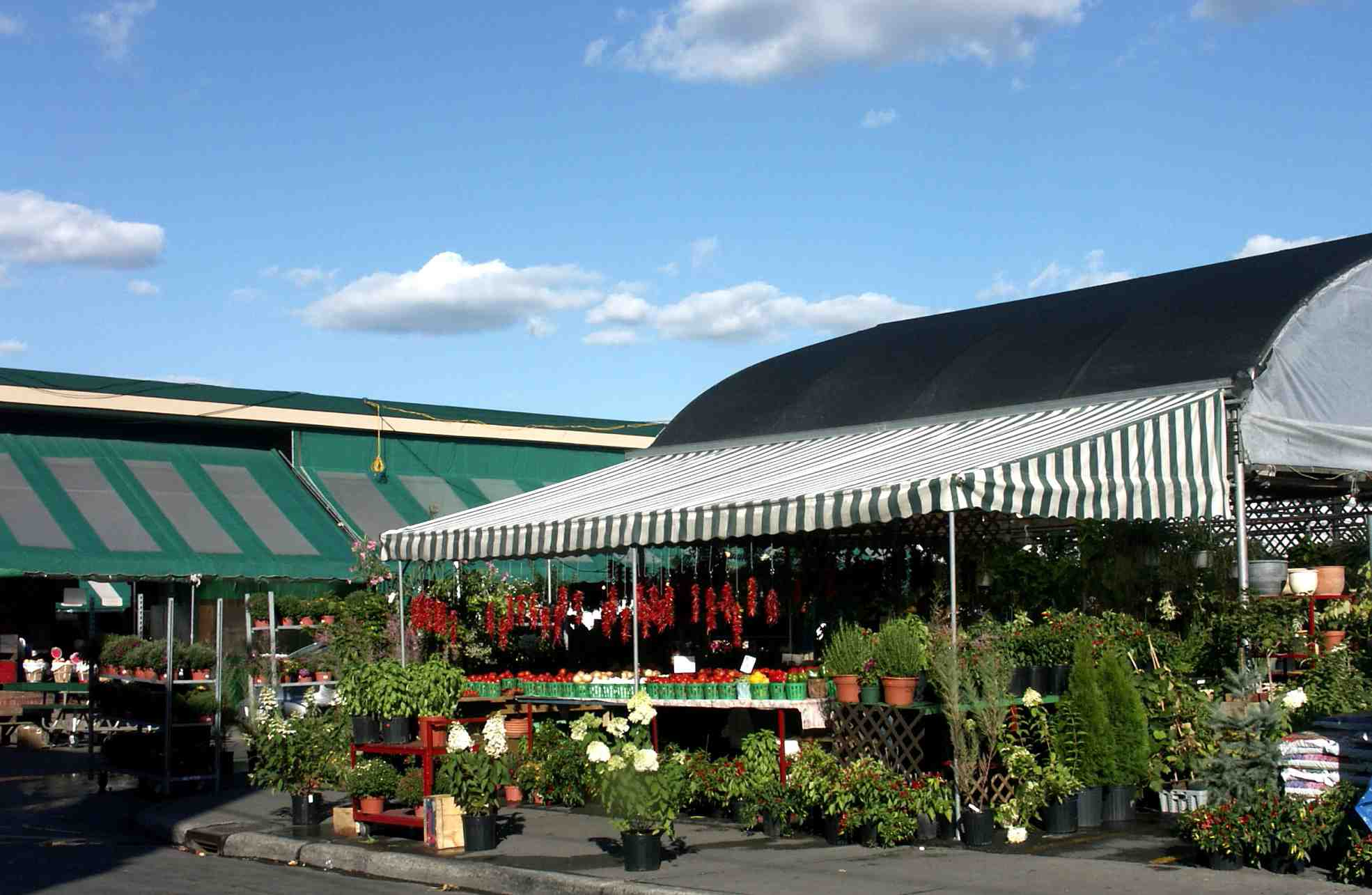
Vista exterior de la esquina noroeste del mercado.

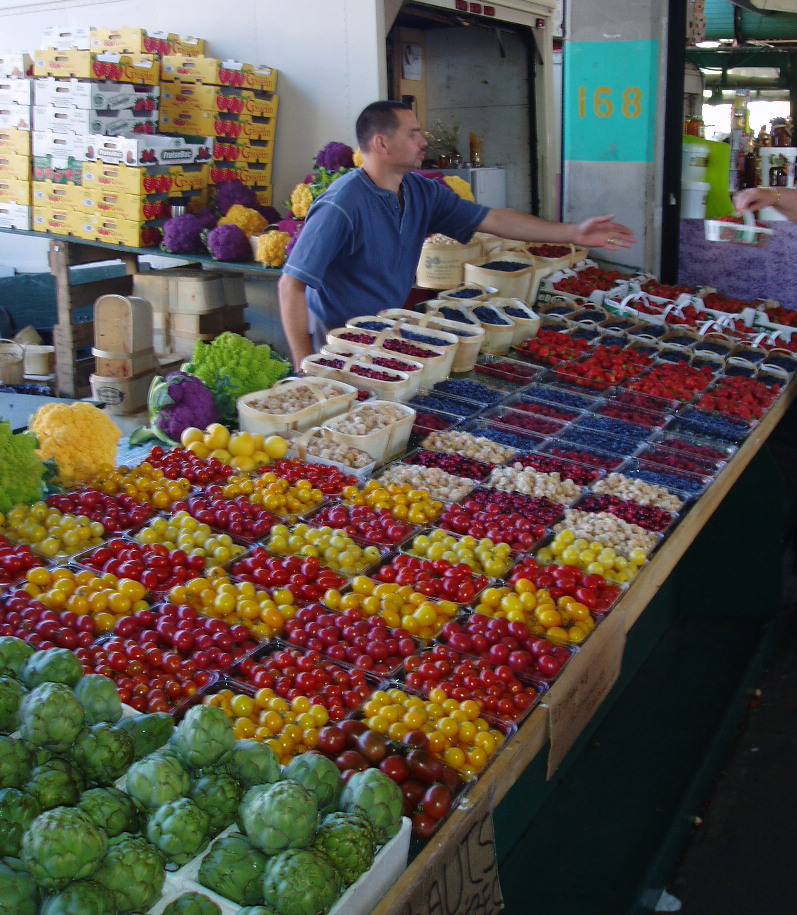
Un puesto de fruta.

Muchos agricultores y artesanos de la alimentación venden aquí sus productos. Es posible encontrar una gran variedad de plantas y flores decorativas, hierbas aromáticas y pequeñas frutas (en verano). Más tarde se añadieron al lado varios comercios especializados, lo que supone que el mercado, en la actualidad, también cuenta con pescaderías, panaderías, carnicerías, queserías, venta de productos a granel, 

## Acceso
Se sitúa sobre la place du Marché-du-Nord, cerca de la rue Jean-Talon y algunas calles al oeste de la plaza St-Hubert y de la estación de metro Jean-Talon. También se puede acceder a través de una vía ciclista, en la rue Boyer, algunas calles al este del mercado.
Durante el verano boreal de 2005, tuvo lugar un debate sobre la cuestión de peatonalizar los accesos al mercado los fines de semana. Como consecuencia de ello, desde el 15 de julio de 2006 los autos particulares no podrán circular en el interior del mercado durante los fines de semana de 11 a 17.